# Logística no negócio eletrónico
A logística no negócio eletrónico surge devido à necessidade da gestão de fluxos físicos, bens e serviços uma vez que estes suportam o serviço clientes/consumidores finais, facultando maior rapidez e fiabilidade na resposta. Permitem também a demarcação, possibilitando a fidelização de mercados.
Com o aparecimento e expansão tanto do e-business como do e-commerce, é fundamental que se entenda a mensagem logística, de gestão e conciliação entre fluxos físicos e fluxos informacionais. É também necessário compreender qual o perfil do cliente final, uma vez que a sua principal característica é a exigência.
O negócio eletrónico veio exigir ainda mais à logística, na medida em que a coordenação entre os fluxos físicos e os fluxos informacionais, é a sua finalidade por excelência. O propósito continua a ser o mesmo, isto é, pretende-se oferecer ao mercado o que este deseja, a baixo custo, em tempo apropriado e com qualidade na entrega. Estes aspectos criam distinções, proporcionando novas formas de competitividade. Sendo do conhecimento público as muitas experiências de insucesso do e-business, existem questões fundamentalmente logísticas por responder:
- Como irão funcionar os centros de distribuição.
- Se as empresas de courier terão capacidade de resposta para os pedidos e a sua quantidade, variedade e aleatoriedade.
- Se a experiência das empresas de venda por catálogo tradicional será útil em termos de processo, de modo que possa orientar as novas empresas.

Já exitem redes logísticas com capacidade para responder a pedidos tangíveis, todavia, a maioria não tem conhecimento de como decorre o processo físico. A menos que se trate de um mercado com características particulares, o custo para o início da montagem ou para a entrada numa rede logística, é extremamente elevado. Para além disso, há que ter em conta os custos dos sistemas de informação que permitem o desenvolvimento e gestão do negócio eletrónico e a distribuição, desde a ligação informacional entre o pedido eletrónico e o sistema da empresa (através do ERP) ao momento em que os produtos entram em armazém, passando picking, packing, transporte (geridos pelo SCM).

## Importância da logística no negócio eletrónico
O negócio eletrónico beneficia as empresas na medida em que aumenta a eficiência, reduzindo custos e estabelecendo relações mais próximas com os clientes, fornecedores, colaboradores.

Para que a empresa mantenha o seu nível de competitividade, deve oferecer aos seus clientes vantagens como a privacidade e protecção de dados, atendimento personalizado, distribuição e essencialmente serviços de entrega fiáveis. A logística reversa contribuiu para uma diminuição na apreensão do consumidor em relação à Internet, uma vez que são aceitas devoluções, independentemente das causas.
Por outro lado, o negócio eletrônico apresenta uma dificuldade acrescida no que diz respeito às respostas físicas. Apesar dos clientes se encontrarem próximos no que diz respeito à informação, o mesmo não acontece fisicamente.
É por isso essencial que as empresas possuam um planejamento e execução eficazes das encomendas, o ciclo físico deve aproximar-se o mais possível do virtual. 
O planejamento nas empresas é importante, os processos de aquisição e produção devem ser melhorados para que haja redução dos custos. É importante que o cliente não se aperceba de potenciais problemas, assim, as alterações efetuadas no plano não se refletirão no mercado. 
Em relação à produção, devem ser feitas estimativas de quando se deverá proceder ao reabastecimento de componentes, para que os stocks não sejam excessivos ou insuficientes.
O produto, assim que sai do fabrico, deve ficar imediatamente disponível para ser distribuído. 
É crítico possuir bom serviço a baixo custo. A entrega dos produtos no local certo requer sistemas logísticos apropriados e eficazes. Um dos grandes desafios tem sido deslocar pequenos volumes num enorme espaço geográfico, a logística é por isso um dos pontos mais problemáticos do negócio eletrônico.
Neste contexto aumenta a importância dos operadores logísticos no comércio eletrônico, integrando todo o processo, através de serviços que se estendem da encomenda, passando pelo controlo de stocks até à distribuição.
O negócio eletrônico obriga as empresas a gerir dois fluxos de natureza distinta: físicos e informacionais. Esta especificidade faz com que o raciocínio logístico seja fundamental, minimizando as lacunas formadas pelos diferentes fluxos, tornando o negócio eletrônico completo e bem sucedido.

## Serviços logísticos noe-commerce
A maioria das empresas recorre a outras empresas especializadas na prestação de serviços logísticos, para efetuarem as suas entregas, isto é, são representadas por empresas de entregas rápidas, couriers e transportadores de cargas fracionadas. Todavia, as grandes empresas têm a possibilidade de optar por sistemas próprios de entregas.
Como exemplo, a plataforma de e-commerce da Nuvemshop lançou o Nuvem Envio, unidade de negócios especializada em soluções de logística.   No primeiro semestre de 2024, o meio de envio personalizado realizou  3,9 milhões de entregas. 
O conceito de hub-and-spoke (a carga é colocada num centro de operações onde é efetuada a triagem e o reenvio para os diferentes destinos) desenvolvido pela FedEx, nos Estados Unidos, introduziu uma nova modalidade nos serviços de entregas rápidas, uma vez que permitiu uniformizar os prazos de entrega, possibilitando o planejamento das actividades, redução nos custos e cumprimento dos prazos de entrega.

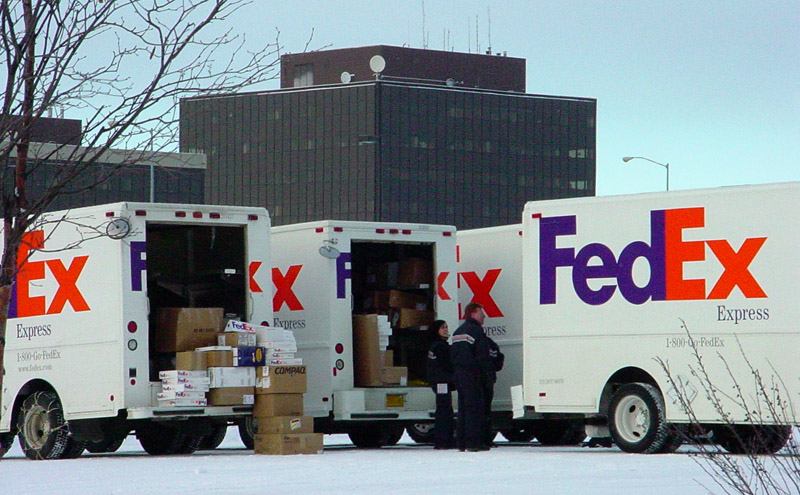
Frota de veículos da FedEx

### Serviços de entregas expresso
Apesar da UPS ter iniciado a sua atividade mais cedo, é à sua rival FedEx que é atribuído o mérito por ter revolucionado os conceitos logísticos.
O conceito hub-and-spoke, especificamente aplicado ao transporte aéreo de cargas, consiste na recolha de cargas de diversos pontos do país, e concentrar a mesma em centros regionais, sendo posteriormente transportada por via aérea até ao hub, em Memphis (cidade escolhida especificamente, uma vez que se localiza no centro dos Estados Unidos e o tráfego aéreo raramente é prejudicado devido a condições atmosféricas adversas). Ao chegar ao hub, as encomendas são descarregadas, separadas por destino e reenviadas por via aérea.
No dia seguinte, uma frota de veículos procede à entrega das encomendas.

## Desenvolver oe-businesse a componente logística
Para que a entrada no e-business seja bem sucedida, esta deve ser sustentada segundo alguns princípios:
- a tecnologia tem um papel fundamental no e-business, uma vez que esta deixou de ser apenas um suporte;
- o modelo de  aplicado ao negócio do eletrónico, deverá ser distinto do modelo do negócio convencional;
- a inabilidade de alterar um modelo actual para um modelo pensado de origem para o e-business, pode conduzir ao insucesso do negócio eletrónico;
- pretende-se que este tipo modelo de negócio possa satisfazer expeditamente as variações de procura, impostas pelo cliente;
- o e-business tem a capacidade de exigir às empresas que atendam aos pedidos dos seus clientes/consumidores;
- a tecnologia também deve ser aproveitada para inovar, facilitar o processo desde a encomenda, passando pela sua recepção, até ao serviço adicional;
- no futuro, o negócio eletrónico deverá estar assente em business communities, de modo a que seja possível responder às necessidades dos clientes com maior eficiência;
- é necessária uma forte liderança, por parte da gestão, para que as estratégias do negócio, dos processos, seja mais eficaz.

## Estrutura logística tradicional vs modelos de negócio eletrónico
Tradicionalmente, as organizações tratavam as estruturas logísticas de forma interna, dando maior relevância ao transporte e armazenagem. Acreditava-se que era efectuado um melhor trabalho na área da logística se esta fosse desenvolvida pelas próprias empresas, ao invés de serem contratados prestadores de serviços especializados na área.
Actualmente, a tecnologia aliada ao negócio e ao mercado, permitem um melhor conhecimento das necessidades dos clientes/consumidores, potenciando uma melhor resposta logística, de forma a que seja possível a fidelização por parte do cliente.
Estes factores têm contribuído para o desenvolvimento da CRM, QR/CR, ECR e CPFR.
Os mercados apostam em factores que façam a diferença de modo a que possam ser mais competitivos, isto é, estão orientados para a qualidade e tempo de resposta, por conseguinte, conferem à logística respostas menos tradicionais.
Logo, pode-se depreender que a gestão das actividades logísticas, deve ser efectuada recorrendo à gestão dos transportes, armazenagem, infra-estruturas e utilização de sistemas e tecnologias.